# Doryphoribius picoensis
Espèce
Doryphoribius picoensis est une espèce de tardigrades de la famille des Isohypsibiidae.

## Distribution
Cette espèce est endémique des Açores au Portugal. Elle se rencontre sur Pico.

## Étymologie
Son nom d'espèce, composé de picoensis et du suffixe latin -ensis, « qui vit dans, qui habite », lui a été donné en référence au lieu de sa découverte, Pico.

## Publication originale
- Fontoura, Pilato & Lisi, 2008 : New records of eutardigrades (Tardigrada) from Faial and Pico Islands, the Azores, with the description of two new species. Zootaxa, no 1778, p. 37-47.